# 夕月 (黛ジュンの曲)
「夕月」（ゆうづき）は、1968年9月10日に発売された黛ジュンの5枚目のシングル。

## 概要
作詞はなかにし礼、作曲は黛の実兄である三木たかしが手がけた。
年をまたいだロングセラーとなり、累計売り上げは66.3万枚で、前作「天使の誘惑」を上回る自身最大のヒット曲となった。1968年11月時点での売上は公称100万枚。
同年末の『第19回NHK紅白歌合戦』で「夕月」が歌唱される予定だったが、「天使の誘惑」が第10回日本レコード大賞を受賞したため、紅白での歌唱曲も同曲に変更されて本楽曲は歌われなかった。
翌年には、本楽曲をもとに黛自身主演による同名の映画『夕月』が松竹から公開された。同作では、一般公募で黛の相手役を決められた。選考の結果、応募総数6300人の中から黛の相手役には森田健作が選ばれ、森田にとって『夕月』がデビュー作になった。
オリコンチャートは初登場6位。翌週3位に上昇し、3週目から7週連続2位となったが、1位の座はピンキーとキラーズの『恋の季節』に阻まれた。

## 収録曲
- 両楽曲共に、作詞：なかにし礼

1. 夕月（3分30秒）
作曲・編曲：三木たかし
2. 愛の奇蹟（2分37秒）
作曲・編曲：鈴木邦彦

## 表題曲のカバー
- 石川さゆり（1976年）
  - アルバム『あいあい傘』収録
- 由紀さおり・ピンク・マルティーニ（2011年）
  - アルバム『1969』収録
- 徳永英明（2012年）
  - 自身のカバーアルバム『VOCALIST VINTAGE』収録